# Гніздище
Гнізди́ще — село в Україні, у Городнянській міській громаді Чернігівського району Чернігівської області. Розташоване на річці Смяч. До 2017 центр сільської ради, якій були підпорядковані села Горошківка і Стовпівка. 
Є легенда, згідно з якою звідси походив міфічний Соловей-Розбійник.

## Історія
Перша згадка сягає кінця XVII ст. На околицях села виявлено городище скіфських часів (V — III ст. до н. е.). Під час Північної війни поблизу Гніздища розташовувався Шведський городок, назва якого стала мікротопонімом урочища, — імовірно, тут якийсь час стояли сторожові загони каролінців після проходження основного війська. 
Село згадане у податкових реєстрах 1750 – 1756 рр. [Адміністративно-територіальний устрій лівобережної України 50-х рр. 18 ст. – К.: 1990 р., с. 115].
Станом на 1739 рік налічувалося 4 двори, у 1866 — 9 дворів з 67 мешканцями, у 1897 — 33 двори та 227 мешканців. У грудні 1917 р. встановлено Радянську владу. У 1931 р. місцеві жителі підняли повстання під проводом Якима Рябченка. Під час Другої світової війни на фронтах та в партизанських загонах воювали 52 місцевих жителі, з них 37 нагороджено медалями та орденами СРСР, 22 людини — померло у боях. У 1966 році встановлено надгробок на братській могилі 5 мешканців села, закатованих гітлерівцями.
12 червня 2020 року, відповідно до розпорядження Кабінету Міністрів України № 730-р від «Про визначення адміністративних центрів та затвердження територій територіальних громад Чернігівської області», село увійшло до складу Городнянської міської громади.
19 липня 2020 року, в результаті адміністративно-територіальної реформи та ліквідації Городнянського району, село увійшло до складу Чернігівського району.

## Населення

### Мова
Розподіл населення за рідною мовою за даними перепису 2001 року:
| Мова       | Кількість | Відсоток |
| ---------- | --------- | -------- |
| українська | 71        | 94.67%   |
| російська  | 4         | 5.33%    |
| Усього     | 75        | 100%     |